# Kentarō Sawada
Pour les articles homonymes, voir Sawada.
Kentarō Sawada (沢田 謙太郎, Sawada Kentarō) est un footballeur japonais né le 15 mai 1970 dans la préfecture de Kanagawa au Japon.